# Saturday Night (canción de Suede)
«Saturday Night» es el tercer sencillo del álbum Coming Up de la banda de Pop Rock británica Suede, publicado el 13 de enero de 1997 por Nude Records. Al igual que ocurrió con los otros dos sencillos previos extraídos de este álbum, "Saturday Night" entró en el Top 10 de las listas británicas, llegando al número 6.
El vídeo musical fue dirigido por Pedro Romhanyi, quien ya había trabajado anteriormente con la banda en los clips de "Animal Nitrate" y "Beautiful Ones". El vídeo está protagonizado por la actriz británica Keeley Hawes y fue rodado en la estación de Holborn de la línea Piccadilly del Metro de Londres. 

## Lista de canciones
Casete
1. «Saturday Night»
2. «Picnic By The Motorway» (directo)

CD1
1. «Saturday Night»
2. «W.S.D.»
3. «Jumble Sale Mums»

CD2
1. «Saturday Night»
2. «This Time»
3. «Saturday Night» (demo original)